# Sansei
Sansei (jap. 山精 "duch gór") - japoński yōkai. Znany także jako sanki (jap. 山鬼 "górski diabeł"). Władca górskich zwierząt.

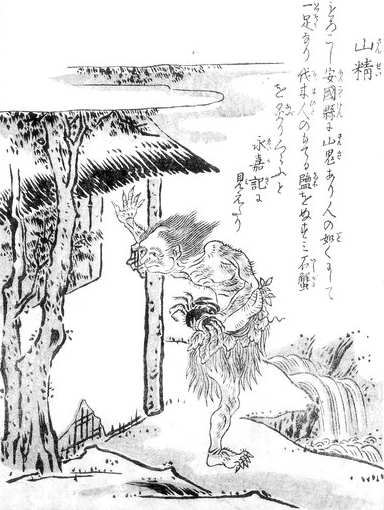
Sansei
Sekien Toriyama - Konjaku Gazu Zoku Hyakki

W Konjaku-gazu-zoku-hyakki, autorstwa Sekiena Toriyamy, został przedstawiony jako jednonożny oni (diabeł/demon). W ręku trzyma kraba i jednocześnie zagląda do wnętrza górskiego schroniska.
W encyklopedii z okresu Edo zatytułowanej Wakan Sansai Zue wspomniany jest jako górski diabeł z chińskiej prowincji Hebei. W księdze tej zawarte zostały cytaty z różnych chińskich źródeł, stąd też zawiera rozbieżne informacje. Zgodnie z zawartą tam wiedzą, wzrost sansei wynosi od 1 shaku (ok. 30 cm) do 3-4 shaku. Żywi się on krabami i żabami.
Sansei atakuje ludzi napotkanych nocą. Mogą się oni bronić wypowiedzeniem odpowiedniego zaklęcia (batsu), ale nie mogą atakować demona, gdyż spadną na nich choroby lub pożar strawi ich dom. To źródło stoi w opozycji do teorii, jakoby demon ten miał tylko jedną nogę.